# 中川英造
中川 英造（なかがわ えいぞう、1908年（明治41年）3月23日 - 1999年（平成11年）10月14日）は、日本の実業家。朝日新聞社で業務部門を歩み、代表取締役専務を経てテレビ朝日第7代社長。広島県出身。

## 経歴
1930年（昭和5年）東京商科大学（現一橋大学）本科卒業後、東京朝日新聞社入社。大学時代は、漕艇部に所属し、のちに日本漕艇協会（現日本ローイング協会）の顧問なども務めた。
庶務、販売、会計各部長、業務局次長、経理総務などを歴任。1959年（昭和34年）2月には、新設の北海道支社の初代支社長となり、翌年取締役となる。1963年の村山事件の折には、矢島八洲夫、横田武夫らともに辞表を提出し、業務関係の役員不在という異常事態に陥るが、村山長挙が社長を辞任したことで同事件は収束し復職した。
1964年（昭和39年）2月常務、1967年8月専務、1974年相談役。

### テレビ朝日社長
1975年（昭和50年）5月、NET（現・テレビ朝日）副社長となり、1981年6月、高野信の後継として社長に就任した。日本の不参加によって、独占中継権を獲得したモスクワオリンピック中継の価値が暴落し、ダメージを負っていた同社の難しい舵取りを任された。1983年（昭和58年）6月、後任の田代喜久雄に道を譲り相談役に退く。この他、系列局の北海道テレビ放送の取締役も務めた。
1999年10月、急性肺炎のため91歳で死去。